# William Oscar Mulkey
William Oscar Mulkey (* 27. Juli 1871 in Brundidge, Pike County, Alabama; † 30. Juni 1943 in Geneva, Geneva County, Alabama) war ein US-amerikanischer Rechtsanwalt und Politiker (Demokratische Partei).

## Werdegang
William Oscar Mulkey studierte bis 1892 Rechtswissenschaft am State Normal College in Troy (Alabama). Ab 1894 arbeitete er als Anwalt in Troy. Zudem schlug er eine politische Laufbahn ein. Er nahm 1901 als Delegierter an der verfassungsgebenden Versammlung von Alabama teil. 1911 wurde er Mitglied des Repräsentantenhauses von Alabama.
Bei einer Nachwahl nach dem Rücktritt von Henry D. Clayton wurde Mulkey in den 63. US-Kongress gewählt. Er gehörte dem Repräsentantenhaus vom 29. Juni 1914 bis zum 3. März 1915 an. Da er keine Wiederwahl anstrebte, kehrte er nach Ablauf der Legislaturperiode in seinen Beruf als Anwalt zurück.